# Bulbophyllum cryptophoranthus
Bulbophyllum cryptophoranthus là một loài phong lan thuộc chi Bulbophyllum.